# Vermentino di Gallura
Il Vermentino di Gallura è una DOCG riservata ad alcuni vini la cui produzione è consentita nella provincia della Gallura Nord-Est Sardegna.

## Zona di produzione

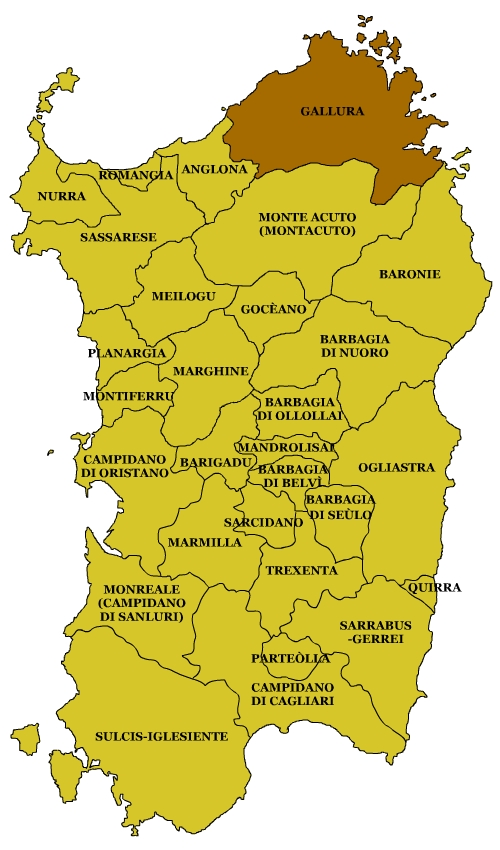
Gallura: la zona di produzione dell’omonimo Vermentino

La Gallura è una subregione del nord Sardegna. Presenta un sottosuolo di origine granitica ed un suolo sabbioso a grani grossi, ricco di scheletro, con qualche rara presenza di argilla.
Il clima è temperato caldo con inverni miti. Le piogge (700 mm annui) son concentrate in autunno ed inverno ben oltre l'epoca della vendemmia. Altre (deboli) piogge sono presenti nel periodo primaverile durante la ripresa vegetativa della vite. Una costante ventosità, garantisce le viti dal punto di vista sanitario, specialmente vicino al mare, dove i venti sono salmastri.
La combinazione tra la buona permeabilità del suolo, la loro ricchezza in potassio, l'elevata insolazione e ventilazione, determina nei vini “eccezionali prerogative di profumo, tenore alcolico, mineralità e una buona acidità naturale”

## Storia
L'attività vinicola nella zona risale all'epoca nuragica come attestano ritrovamenti di recipienti contenenti tracce di vino risalenti al 1400-1200 a.C.
La prima segnalazione del vitigno Vermentino nella zona risale al 1700 ad opera di Vittorio Angius anche se presumibilmente il vitigno è stato introdotto in Gallura ad opera degli spagnoli (XV - XVIII sec.) ma, secondo il conte di Rovasenda (1877), come uva da tavola.
La vera origine è però ancora sconosciuta poiché anche i recenti studi di biologia molecolare si limitano ad indicare un'origine “orientale” della varietà impollinata vitigno. É ormai assodato che la vite sia originaria del Medioriente.

## Vitigni con cui è consentito produrlo
- Vermentino: 95,0% - 100,0%
- altri vitigni a bacca bianca, non aromatici, idonei alla coltivazione nella Regione Sardegna: 5,0%[1]

## Tecniche di produzione
Sono idonei solo i terreni costituitisi per disfacimento granitico e situati a un'altitudine non superiore ai 500 m s.l.m.
Per i nuovi impianti e i reimpianti la densità non può essere inferiore a 3 250 ceppi/ha.
È vietata ogni pratica di forzatura, ma consentita l'irrigazione di soccorso.
Tutte le operazioni di vinificazione debbono essere effettuate nella zona DOCG, ma sono ammesse eccezioni per i comuni limitrofi.
Il vino non può essere commercializzato prima del 15 gennaio successivo all'annata di produzione delle uve

## Disciplinare
Precedentemente, l'attuale disciplinare di questa DOCG era stato approvato con DM 11.09.1996 G.U. 221 - 20.09.1996
In seguito modificato con:
- DM 30.03.2001 G.U. 102 - 04.05.2001
- DM 18.11.2010 G.U. 285 - 06.12.2010
- DM 30.11.2011 G.U. 295 - 20.12.2011
- la versione in vigore è stata approvata con DM 07.03.2014

## Tipologie

### Vermentino di Gallura
| Vermentino di Gallura          | superiore          | frizzante          | spumante           | passito            | vendemmia tardiva  |
| uvaggio                        | Vermentino min.95% | Vermentino min.95% | Vermentino min.95% | Vermentino min.95% | Vermentino min.95% |
| titolo alcolometrico minimo    | 13,00 vol.         | 10,50 vol.         | 10,50 vol.         | 15,00 vol.         | 13,00 vol.         |
| acidità totale minima          | 4,50 g/l.          | 4,50 g/l.          | 4,50 g/l.          | 4,00 g/l.          | 4,00 g/l.          |
| estratto secco minimo          | 16,00 g/l          | 14,00 g/l          | 14,00 g/l          | 24,00 g/l          | 16,00 g/l          |
| resa massima di uva per ettaro | ? q.               | ? q.               | ? q.               | ? q.               | ? q.               |
| resa massima di uva in vino    | ? %                | ? %                | ? %                | ? %                | ? %                |

### Caratteristiche organolettiche
- colore: giallo paglierino intenso con leggeri riflessi verdognoli
- odore: intenso, gradevole
- sapore: dal secco all'amabile, talvolta con retrogusto lievemente amarognolo. Nei prodotti affinati in legno il sapore può essere più intenso e persistente, anche con leggere note di vaniglia;
- acidità totale minima: 4,5 g/l;[1]

### Abbinamenti consigliati
È apprezzabile come aperitivo se servito fresco. Ben si accompagna con i primi saporiti della cucina sarda avendo un buon corpo e un'ottima struttura. Viene servito anche con il pesce arrosto, con i molluschi e con i crostacei. Di sicuro interesse è l'abbinamento con il pecorino dolce (preferibilmente sardo).